# Wijngaardstraat (Kortrijk)
De Wijngaardstraat is een straat in het centrum van de Belgische stad Kortrijk en is een verkeersvrije winkelwandelstraat. Hierbij vormt deze winkelas een verbinding tussen de Vlasmarkt en de Veemarkt. De straat was een belangrijkste verkeersader door het centrum, maar is tegenwoordig volledig autovrij. De straat wordt gebruikt door (winkelende) voetgangers en fietsers. Vanuit de Wijngaardstraat is ook het winkelcentrum K in Kortrijk, dat gelegen is tussen de Steenpoort, de Sint-Jansstraat, en de Veemarkt, te bereiken.

## Geschiedenis
De straat ontwikkelde zich in de loop van de 20e eeuw meer en meer tot winkelstraat. Tegenwoordig is het aantal kledingwinkels er afgenomen terwijl de levensmiddelenwinkels en interieurwinkels zich gaandeweg steeds meer in de Wijngaardstraat zijn gaan vestigen. In de jaren 1970 werd de straat volledig verkeersvrij gemaakt. Dit gebeurde in navolging van de succesvolle Korte Steenstraat, de eerste verkeersvrije winkelstraat in België (dit sinds 1962). Deze wijziging werd aanvankelijk door de meeste handelaars met ongenoegen onthaald. Achteraf bleek echter het grote succes van het verkeersvrij maken van het winkelgebied.
Jaarlijks wordt er in de Wijngaardstraat, de Lange Steenstraat, Korte Steenstraat, Vlasmarkt, Wijngaardstraat, Sint-Jansstraat en Voorstraat op het eerste weekeinde van september een braderie gehouden. In 1933 werd de eerste Kortrijkse braderie gehouden.
Sinds 2007 worden er twee grote braderieën gehouden: de zomerbraderie eind juni en de septemberbraderie in het eerste weekend van september, beide nu voor het eerst in de volledige binnenstad (ook Doorniksestraat, Grote Markt, Leiestraat, Rijselsestraat en Onze-Lieve-Vrouwestraat).

## K in Kortrijk
Om het imago van Kortrijk als winkelstad verder te versterken, besloot men tot de bouw van een groot winkelcomplex in het hart van de Kortrijkse binnenstad. Begin augustus 2007 begonnen de sloopwerken van oude panden tussen de Wijngaardstraat en de Lange Steenstraat voor de bouw van dit groots shoppingcenter, dat de naam "K in Kortrijk" draagt. Dit winkelcentrum vormt als het ware een rechtstreekse doorsteek tussen de Lange Steenstraat en de Veemarkt doorheen het bouwblok tussen beide polen. Dit project is een van de grootste privé-investeringen ooit in de Kortrijkse binnenstad. Het winkelcentrum opende op 11 maart 2010.